# Xã Foster, Quận Schuylkill, Pennsylvania
Xã Foster (tiếng Anh: Foster Township) là một xã thuộc quận Schuylkill, tiểu bang Pennsylvania, Hoa Kỳ. Năm 2010, dân số của xã này là 251 người.